# Relaciones España-Kiribati
Las relaciones entre España y Kiribati son las relaciones bilaterales entre estos dos países. La embajada de España en Wellington (Nueva Zelanda), está acreditada para Kiribati.

## Relaciones históricas
Las islas fueron conquistadas por navíos españoles a principios del siglo xvi. Entre 1528 y 1707; 1875 y 1885 las islas fueron conquistadas por los navíos comandados por dos portugueses y un español: Fernando de Magallanes, Pedro Fernández de Quirós y Álvaro de Saavedra Cerón, siendo dominio español desde 1528 a 1885.

### Islas Gilbert
Uno de los primeros «descubrimientos» registrados de las islas por europeos fue en 1528, cuando el capitán Saavedra descubrió la isla de Tarawa. En 1686, cuando Francisco de Lezcano llegó a la isla Yap y denominó a ese archipiélago como las Islas Carolinas, en honor del rey Carlos II de España, hizo extensible ese nombre a las islas Palaos y a las que fueron rebautizadas posteriormente como islas Gilbert e islas Marshall.

### Islas Fénix
Las islas Fénix, islas Phoenix o islas Rawaki son un conjunto de atolones poco poblados ubicados en el océano Pacífico, al este de las islas Gilbert, al oeste de las islas de la Línea y al norte de Samoa. Fueron descubiertas y conquistadas por Magallanes en 1520 y permanecieron bajo dominio español hasta 1899, por el Tratado de París pasaron a Estados Unidos.

### Islas de la Línea
Restos arqueológicos indican que algunas de estas islas fueron habitadas por polinesios, pero cuando llegaron los europeos ya estaban deshabitadas. Las descubrió Pedro Fernández de Quirós, que formó la Polinesia española con capital en Puerto Nuevo, en la isla Navidad —isla Christmas, hoy en día Kiritimati—, y las colonizó con criollos de Nueva España. Tras el asesinato del padre Cantova en 1733 en las islas Carolinas y debido a las presiones franco-inglesas, las islas pasaron a manos de Francia, que en 1888 se las vendió al Reino Unido por 30 millones de libras de plata. Fueron incorporadas en la colonia británica de las islas Gilbert y Ellice en 1916.

## Relaciones diplomáticas
España tiene relaciones diplomáticas con Kiribati desde 2011 y la embajada en Wellington, inaugurada oficialmente en junio de 2009, está acreditada en Kiribati. Como miembro de los Estados de África, del Caribe y del Pacífico (ACP), Kiribati se adhirió en 2005 al acuerdo de Cotonú y reciba ayudas del UE con el objetivo de reducir, y a largo plazo, erradicar la pobreza y asistir en el desarrollo del país.
La lejanía geografía y la carencia de lazos históricos explican el muy bajo nivel de relaciones bilaterales entre los dos países, que se canalizan principalmente a través de las instituciones de la UE, incluyendo la ayuda al desarrollo.

## Relaciones económicas
Kiribati ratificó en 2009 el acuerdo sobre el Comercio entre Países de Islas del Pacífico (PICTA), que incluye a otros 10 países, de los 14 miembros del Foro de las Islas del Pacífico, el cual firmó por primera vez en 2001. Se trata de un acuerdo de libre comercio de bienes y servicios. El PICTA, negocia con la UE un acuerdo amplio de asociación económica regional AAE, en virtud del cual, las exportaciones destinadas a la UE, estarían libres de aranceles.
En septiembre de 2012 se firmó el acuerdo de asociación pesquera entre Kiribati y la Unión Europea. El mismo tiene seis años de duración, es renovable e incluye buques pesqueros de España, Francia y Portugal. Las relaciones económicas entre Kiribati y España son muy reducidas; en el período 2008 y 2012 España exportó solamente 51 000 euros e importó 27 000 euros.

## Cooperación
Kiribati es signatario del tratado de Cotonú, a través de cual recibe ayuda de la Unión Europea. El Documento de Estrategia País para Kiribati (2008-2013) estableció el marco estratégico para la cooperación entre la Unión Europea y Kiribati dentro del 10.º Fondo Europeo de Desarrollo. La asignación total para Kiribati fue de 20 millones de euros. La asistencia se centró en el sector de agua potable, saneamiento y proyectos de energía renovable —por ejemplo, tecnología solar fotovoltaica—.
Los proyectos recientes entra UE y Kiribati han incluido mejora en las telecomunicaciones, el desarrollo del cultivo de algas marinas para exportación, sistemas de energía solar para las islas más alejadas, el aumento de los servicios de la torre de control y de la lucha contra el fuego en el Aeropuerto Internacional Bonriki de Tarawa, servicios médicos y la ayuda para el programa de la formación profesional de Kiribati.
Bajo el programa del 11.º Fondo de Desarrollo Europeo (2014-2020) hay un monto indicativo de 23 millones de euros, de los cuales 20,5 millones de euros estarán principalmente al desarrollo sostenible de las islas de Kiritimati, 3300 km al este de Kiribati. Esos fondos serán asignados al desarrollo de la pesca de atún y la posibilidad de una planta de procesamiento, mejora de la navegación entre las islas y desarrollo del turismo.